# Широкая Падь
Широкая Падь — упразднённый поселок в Александровск-Сахалинском районе Сахалинской области России. На момент упразднения входил в состав Александровского горсовета. Исключен из учётных данных в 1982 году.

## География
Село находилось на берегу Татарского пролива, в устье реки Китоуси.

## История
Основан в 1930 году. 
С 1934 года по 1962 год село Широкая Падь являлся административным центром Широкопадского района.
По данным на 1937 год селение являлось центром Широкопадского поссовета Широкопадского района.
Упразднен решением Сахалинского облисполкома от 01.04.1982 № 98.

## Население
| 1937 | 1959  |
| ---- | ----- |
| 1296 | ↗1372 |

На 1945 год население села составляло 1700 человек.

## Экономика
В советские времена экономика села отличалась в функционировании множества предприятий

### Основные предприятия
- Широкопадский рыболовецкий колхоз имени XVII партконференции — основное посёлкообразующее предприятие
- Широкопадский рыбокомбинат — предприятие занимающееся в рыбной отрасли. Основной продукцией предприятие являлось добыча сельди, трески, горбуши, кеты, камбалы, наваги. Из выловленной рыбы изготавливались разные рыбные изделия. При рыбкомбинате действовала рыбная база для хранения продукции и выловленной рыбы.

### Подсобные предприятия
- Артель «Ударник» — предприятие занимающееся в отрасли лёгкой промышленности. Продукция получала положительную оценку жителей Широкой Пади. Артель производил пошив обуви, головных уборов, пальто, брюк, телогреек и другой одежды, изготавливал многую другую одежду.
- Широкопадский районный промышленный комбинат — предприятие занимавшееся в лесной отрасли (лесообработки и лесопилении). Продукция комбината являлось изготовление разных видов мебели: столы, стулья, кровати, шкафы и т. п. По мимо этого предприятие осуществляло ремонт изготовленной продукции.

- Лесопиление и лесозаготовка
- Таростроение
- Судоремонт

### Производство
- Широкопадский кирпичный завод — предприятие по производству кирпича. Завод начал действовать, когда рядом с посёлком в связи геологической разведкой были обнаружены залежи кирпичных глин. Изготовленной заводом продукцией пользовались и строились разные здания не только райцентре, но и в районе.
- Шахта «Широкопадская» — угольное предприятие в посёлке Широкая Падь. По производительности шахта была по малой мощности.

## Образование
В селе находилась средняя общеобразовательная школа и детский сад.

## СМИ
В селе находилась типография районной газеты «Новый путь»